# Луппи, Федерико
Федери́ко Лу́ппи (исп. Federico Luppi; 23 февраля 1936, Рамальо, провинция Буэнос-Айрес — 20 октября 2017, Буэнос-Айрес) — аргентинский и испанский актёр. Лауреат многочисленных кинопремий, в том числе «Серебряной раковины лучшему актёру» Кинофестиваля в Сан-Себастьяне. Шестикратный лауреат кинопремии «Серебряный кондор».

## Биография
Сменил много профессий, прежде чем попробовать себя на театральной сцене. Дебют в кино состоялся в 1965 году в фильме Pajarito Gómez. Получил известность благодаря участию в работах аргентинского режиссёра Адольфо Аристарайна. Также часто сотрудничал с мексиканским режиссёром Гильермо дель Торо («Хронос», «Хребет дьявола» и «Лабиринт фавна»).
Считается одним из наиболее признанных актёров Аргентины международного уровня. В 2001 году обосновался в Испании, где работал как в кино, так и на телевидении. Выступил режиссёром испанской ленты «Шаги». В 2003 году получил испанское гражданство.

## Фильмография
- В конце туннеля / Al final del túnel (2016)
- Обусловленные / Condicionados (2012)
- En Terapia (2012)
- Los Sónicos (2011)
- El pacto (2011)
- Седьмой этап / Fase 7 (2010)
- Горькое лето / Verano amargo (2009)
- Начало вопроса / Cuestion de principios (2009)
- Это выглядит как несчастный случай / Que parezca un accidente (2008)
- Ese beso (2008)
- Cazadores de hombres
- Луна в бутылке / La luna en botella (2007)
- El último justo (2007)
- Западня Ферма / La habitación de Fermat (2007)
- Cara de queso (2006)
- Авантюристы / Los simuladores
- Лабиринт фавна / El laberinto del fauno (2006)
- El buen destino (2005)
- El viento (2005)
- Machuca (2004)
- Incautos (2003)
- Хребет дьявола / El espinazo del diablo (2001)
- Últimos días de la víctima
- Una mujer
- Время реванша / Tiempo de revancha
- Сладкое серебро / Plata dulce
- Восстание в Патагонии / La Patagonia rebelde
- Место в мире / Un lugar en el mundo
- Sol de otoño
- Cronos
- Богатые и знаменитые / Ricos y famosos (1997)
- Дикие лошади / Caballos salvajes
- Никто не расскажет о нас, когда мы умрём / Nadie hablará de nosotras cuando hayamos muerto (1995)
- Дивертисмент / Divertimento
- El último tren
- Los pasos perdidos
- Публичные места / Lugares comunes
- Martín (Hache)
- Сделка / El arreglo
- Bajo bandera
- Сто раз нет / Cien veces no debo
- Закон границы / La ley de la frontera
- Frontera sur
- Знойная луна / Luna caliente
- Романс о Анисето и Франциске / El romance del Aniceto y la Francisca
- Crónica de una señora
- Pajarito Gómez
- Rosarigasinos
- La vieja música
- Я убил Факундо / Yo maté a Facundo
- Nosotros